# NGC 5540
NGC 5540 (другие обозначения — MCG 10-20-90, ZWG 295.41, PGC 50883) — галактика в созвездии Большая Медведица.
Этот объект входит в число перечисленных в оригинальной редакции «Нового общего каталога».